# Bundesliga austriacka w piłce nożnej (2025/2026)
Ten artykuł dotyczy trwającego lub niedawnego wydarzenia sportowego. Informacje w nim zamieszczone mogą się zmienić lub zdezaktualizować wraz z postępem zdarzenia. Początkowe doniesienia, wyniki lub statystyki mogą być niepewne. Ostatnie aktualizacje do tego artykułu mogą nie odzwierciedlać najbardziej aktualnych informacji.
Bundesliga 2025/2026 (znana jako ADMIRAL Bundesliga ze względów sponsorskich) – 115. edycja najwyższej klasy rozgrywkowej piłki nożnej w Austrii.
Bierze w niej udział 12 drużyn, które w okresie od 1 sierpnia 2025 do 24 maja 2026 rozegrają w dwóch fazach 32 kolejki meczów.
Sezon zakończą play-offy o miejsce w Lidze Konferencji. Tytuł mistrzowski broni drużyna Sturm Graz.

## Drużyny
| Uczestnicy poprzedniej edycji                                                                                 | Uczestnicy poprzedniej edycji | Uczestnicy poprzedniej edycji | Uczestnicy poprzedniej edycji |
| --- | ----------------------------- | ----------------------------- | ----------------------------- |
| STR | Sturm Graz                    | 1                             |                               |
| RBS | Red Bull Salzburg             | 2                             |                               |
| AWI | Austria Wiedeń                | 3                             |                               |
| WAC | Wolfsberger AC                | 4                             |                               |
| RPD | Rapid Wiedeń                  | 5                             |                               |
| BWL | Blau-Weiß Linz                | 6                             |                               |
| LIN | LASK Linz                     | 7                             |                               |
| HAR | TSV Hartberg                  | 8                             |                               |
| WSG | WSG Tirol                     | 9                             |                               |
| GAK | Grazer AK                     | 10                            |                               |
| ALT | SCR Altach                    | 11                            |                               |
| Awans z 2. Ligi austriackiej                                                                                  |                               |                               |                               |
| RIE | SV Ried                       | 1                             |                               |
| Oznaczenia: - kolumna pierwsza – skróty nazw drużyn, - kolumna trzecia – miejsce zajęte w poprzednim sezonie. |                               |                               |                               |

## Faza zasadnicza
| Lp. | Drużyna           | M | Z | R | P | B+ | B– | +/– | Pkt | Kwalifikacja      |  | ALT | RWI | RBS | TIR | STU | WAC | HAR | LSK | GAK | AWI | RIE | BWL |
| --- | ----------------- | - | - | - | - | -- | -- | --- | --- | ----------------- |  | --- | --- | --- | --- | --- | --- | --- | --- | --- | --- | --- | --- |
| 1   | Rheindorf Altach  | 3 | 2 | 1 | 0 | 3  | 0  | +3  | 7   | grupa mistrzowska |  |     |     |     |     |     |     |     |     |     |     | 1–0 |     |
| 2   | Rapid Wiedeń      | 3 | 2 | 1 | 0 | 3  | 1  | +2  | 7   | grupa mistrzowska |  | 0–0 |     |     |     |     |     |     |     |     |     |     | 1–0 |
| 3   | Red Bull Salzburg | 3 | 2 | 1 | 0 | 9  | 3  | +6  | 7   | grupa mistrzowska |  |     |     |     |     |     |     |     |     | 5–0 |     |     |     |
| 4   | WSG Tirol         | 3 | 2 | 1 | 0 | 8  | 4  | +4  | 7   | grupa mistrzowska |  |     |     |     |     |     |     | 4–2 | 3–1 |     |     |     |     |
| 5   | Sturm Graz        | 3 | 2 | 0 | 1 | 6  | 3  | +3  | 6   | grupa mistrzowska |  |     | 1–2 |     |     |     |     |     |     |     |     |     |     |
| 6   | Wolfsberger AC    | 3 | 2 | 0 | 1 | 5  | 2  | +3  | 6   | grupa mistrzowska |  | 0–2 |     |     |     |     |     |     |     |     |     |     | 3–0 |
| 7   | TSV Hartberg      | 3 | 1 | 0 | 2 | 4  | 6  | −2  | 3   | grupa spadkowa    |  |     |     | 1–2 |     |     |     |     |     |     |     |     |     |
| 8   | LASK Linz         | 3 | 1 | 0 | 2 | 3  | 6  | −3  | 3   | grupa spadkowa    |  |     |     |     |     | 0–2 |     |     |     |     | 2–1 |     |     |
| 9   | Grazer AK         | 3 | 0 | 2 | 1 | 3  | 8  | −5  | 2   | grupa spadkowa    |  |     |     |     | 1–1 |     |     |     |     |     | 2–2 |     |     |
| 10  | Austria Wiedeń    | 3 | 0 | 1 | 2 | 3  | 6  | −3  | 1   | grupa spadkowa    |  |     |     |     |     |     | 0–2 |     |     |     |     |     |     |
| 11  | SV Ried           | 3 | 0 | 1 | 2 | 3  | 6  | −3  | 1   | grupa spadkowa    |  |     |     | 2–2 |     | 1–3 |     |     |     |     |     |     |     |
| 12  | Blau-Weiß Linz    | 3 | 0 | 0 | 3 | 0  | 5  | −5  | 0   | grupa spadkowa    |  |     |     |     |     |     |     | 0–1 |     |     |     |     |     |

## Najlepsi strzelcy
| Bramki | Strzelcy         | Drużyna           |
| ------ | ---------------- | ----------------- |
| 4      | Otar Kiteiszwili | Sturm Graz        |
| 4      | Valentino Müller | WSG Tirol         |
| 3      | Yorbe Vertessen  | Red Bull Salzburg |
| 2      | Petter Nosa Dahl | Rapid Wiedeń      |
| 2      | Jed Drew         | TSV Hartberg      |
| 2      | Markus Pink      | Wolfsberger AC    |
| 2      | Petar Ratkov     | Red Bull Salzburg |
| 2      | Moritz Wels      | WSG Tirol         |

Stan na 2024-08-17. Źródło: .

## Stadiony
| Austria Wiedeń    |
| ----------------- |
| Generali Arena    |
| Pojemność: 17 656 |
|                   |

| Blau-Weiß Linz   |
| ---------------- |
| Donauparkstadion |
| Pojemność: 5 595 |
|                  |

| Grazer AK Sturm Graz |
| -------------------- |
| Merkur Arena         |
| Pojemność: 16 364    |
|                      |

| LASK Linz         |
| ----------------- |
| Raiffeisen Arena  |
| Pojemność: 19 080 |
|                   |

| Rapid Wiedeń      |
| ----------------- |
| Allianz Stadion   |
| Pojemność: 28 345 |
|                   |

| Red Bull Salzburg |
| ----------------- |
| Red Bull Arena    |
| Pojemność: 30 188 |
|                   |

| Rheindorf Altach |
| ---------------- |
| Cashpoint Arena  |
| Pojemność: 8 500 |
|                  |

| SV Ried          |
| ---------------- |
| Josko Arena      |
| Pojemność: 7 680 |
|                  |

| TSV Hartberg             |
| ------------------------ |
| Profertil Arena Hartberg |
| Pojemność: 4 635         |
|                          |

| Wolfsberger AC   |
| ---------------- |
| Lavanttal-Arena  |
| Pojemność: 7 300 |
|                  |

| WSG Tirol            |
| -------------------- |
| Tivoli Stadion Tirol |
| Pojemność: 16 008    |
|                      |

Źródło: .